# 7324 Carret
7324 Carret è un asteroide della fascia principale. Scoperto nel 1981, presenta un'orbita caratterizzata da un semiasse maggiore pari a 2,4195555 UA e da un'eccentricità di 0,2319231, inclinata di 10,13771° rispetto all'eclittica.